# Dennis Feltham Jones
Dennis Feltham Jones (* 15. Juli 1918 in London, Vereinigtes Königreich; † 1. April 1981) war ein britischer Science-Fiction-Schriftsteller, der seine Romane als D. F. Jones veröffentlichte.

## Leben
Jones war Commander in der britischen Marine und lebte in Cornwall. Als Geburtsjahr wird auch 1915 bzw. 1917 angegeben.
Sein 1966 veröffentlichter Erstling Colossus war sein erfolgreichstes Buch und gilt auch als sein bestes.
Der titelgebende Colossus ist ein riesiger Computer, dem die US-Regierung die Verantwortung für das Nukleararsenal übergeben hat. Die Sowjetunion hat nun einen ganz ähnlichen Computer gebaut und als die beiden künstlichen Gehirne Bewusstsein erlangen und zu kommunizieren beginnen, kommen sie zu dem Schluss, dass ihr miteinander verschmolzener Verstand die Welt wesentlich besser regieren kann, als Menschen das tun. Forbin, der Konstrukteur des Colossus, versucht mit anderen Wissenschaftlern aus dem Untergrund dem Computer die Weltherrschaft wieder zu entreißen. Das Buch behandelt damit erstmals ein Thema, das später in der SF unter anderem von den Terminator-Filmen, wo der Computer Skynet wesentlich weniger wohlwollend agiert als Colossus, vielfach aufgegriffen wurde.
Das Projekt des gleichnamigen, von den Briten während des Zweiten Weltkriegs zur Kryptoanalyse verwendeten Röhrencomputers Colossus soll Jones bekannt gewesen sein.
Der Roman wurde 1970 als Colossus: The Forbin Project unter der Regie von Joseph Sargent verfilmt.
1969 wurde Jones zum Officer des Order of the British Empire (OBE) ernannt.

## Bibliographie
Colossus (Serie)
- 1 Colossus (1966)
  - Deutsch: Colossus. Goldmanns Weltraum Taschenbücher #094, 1968.
- 2 The Fall of Colossus (1974)
  - Deutsch: Der Sturz von Colossus. Goldmanns Weltraum Taschenbücher #0214, 1975, ISBN 3-442-23214-7.
- 3 Colossus and the Crab (1977)

Romane
- Implosion (1967)
  - Deutsch: Implosion. Goldmanns Weltraum Taschenbücher #116, 1970.
- Don't Pick the Flowers (1971, auch als Denver Is Missing)
  - Deutsch: Laß die Blumen stehn. Goldmanns Weltraum Taschenbücher #147, 1972, ISBN 3-442-23147-7.
- The Floating Zombie (1975)
- Earth Has Been Found (1979, auch als Xeno)
- Bound in Time (1982)

Kurzgeschichten
- Coffee Break (1968)
- Black Snowstorm (1969)
- The Tocsin (1970)
  - Deutsch: Alarmglocke. In: Wulf H. Bergner (Hrsg.): Stürme auf Siros. Heyne SF&F #3237, 1971.